# Anabarhynchus glorious
Anabarhynchus glorious är en tvåvingeart som beskrevs av Lyneborg 2001. Anabarhynchus glorious ingår i släktet Anabarhynchus och familjen stilettflugor. Inga underarter finns listade i Catalogue of Life.